# Juan Vasle
Juan Vasle, slovenski operni in koncertni pevec basbaritonist in novinar, Buenos Aires, Argentina.

## Življenje

### Pevec
Pevsko diplomo si je pridobil na Visokem inštitutu za umetnost gledališča Colón (Instituto Superior de Arte del Teatro Colon) v Buenos Airesu. Leta 1988 je bil finalist na Mednarodnem pevskem tekmovanju Luciana Pavarottija (Luciano Pavarotti International Voice Competition) v Filadelfiji v ZDA. Od leta 1990 je član solističnega ansambla SNG Opera in balet Ljubljana, kjer je pel vrsto basovskih vlog: Zaharija (Nabucco), Lindorf, Coppelius, Dappertutto, Miracle (Hoffmannove pripovedke), don Alfonso (Cosi fan tutte), Ferrando (Trubadur), Escamillo (Carmen), don Basilio (Seviljski brivec), Martin Krpan (Krpanova kobila), Des Grieux (Manon), Arkel (Peleas in Melisanda), St. Bris (Hugenoti), Ramfis (Aida), Kremen (Brata) itd.
Gostoval je v Avstraliji, Braziliji, na Češkem, Hrvaškem, v Italiji, Kanadi, na Kosovu, v Nemčiji, Paragvaju, Peruju, Urugvaju in ZDA. Veliko je nastopal tudi v oratorijih J. S. Bacha, W. A. Mozarta, F. Mendelssohna, G. Rossinija, G. Verdija in v recitalih samospevov.

### Novinar
Diplomiral je na Visoki novinarski šoli v Buenos Airesu. Delal je v redakciji tednika Mercado. Bil je soustanovitelj in glavni urednik glasbene revije ProMúsica. V Sloveniji piše članke o južnoameriškem nogometu v športnem dnevniku Ekipa. Od leta 2008 je komentiral prenose nogometnih tekem iz Južne Amerike na športni televizijski postaji Šport TV. Sedaj to počne na Sport Arena TV. Poročal je iz Amsterdama, Buenos Airesa, Barcelone, Lime, Lizbone, Madrida, Maracaiba, Milana, Moskve, Münchna, Porta, Ria de Janeira, Rima in Santiaga de Chile. Bil je na SP 2018 v Rusiji in na južnoameriških prvenstvih 2007, 2011 in 2015. Je član Mednarodnega društva športnih novinarjev (AIPS).  

## Diskografija
- Slovenske pesmi (Slovenski samospevi in narodne pesmi), 1993
- Slovenski samospevi XX. Stoletja, 1996
- Sudamérica (Pesmi iz Južne Amerike), 1998
- Raduj, človek moj (Božične pesmi), 2002
- Ljuba si, pomlad zelena (Slovenske narodne pesmi), 2009
- Operne arije, Simfoniki RTV Slovenija, 2014
- Blagri (Les Beatitudes), Cesar Franck, dirigent: Helmuth Rilling
- Ekvinokcij, Marijan Kozina, dirigent: George Pehlivanian
- Assumptio, Hugolin Sattner, dirigent: Mirko Cuderman
- Sonetni venec, Lucijan Marija Škerjanc, dirigent: Marko Munih
- Glasbena dediščina Slovenije III, dirigent: Milko Bizjak
- Glasbena dediščina Slovenije XII, dirigent: Simon Robinson
- Festival komorne glasbe XX. stoletja Radenci, antologija

## Knjige
- Pevci so tudi ljudje (24 intervjujev z znamenitimi opernimi pevci), 1993
- Fuzbal, tango in polka (Nogometne zgodbe iz Slovenije in Južne Amerike), 2002
- Ustavite svet! Mundial je tu (Zgodovina nogometnih svetovnih prvenstev 1930-2006), 2006
- Patear se humano, gambetear es divino (Brcati je človeško, preigravati je božansko), v španskem jeziku, Buenos Aires, 2020